# عدنانیان
عرب عدنانی به مردم عرب گفته می‌شود که دارای اصالت عرب خالص نیستند و عربی‌سازی شده‌اند. اعراب باقیه خود به دو دسته تقسیم می‌شوند:
1. اعراب عاربه (یعنی اعراب خالص و اصیل) یا قحطانیان: ساکنان منطقه جنوبی شبه جزیره عربستان خود را از نژاد یعرب بن قحطان فرزند پنجم نوح نبی  و عرب خالص می‌دانند به همین جهت به قحطانیان شهرت یافتند.
2. اعراب مستعربه (یعنی اعراب ناخالص و پیوسته با دیگران) یا عدنانیان: ساکنان منطقه شمالی و مرکز شبه جزیره عربستان خود را از نژاد عدنان نواده اسماعیل نبی  می‌دانند به همین جهت به عدنانیان شهرت یافتند.

با این اوصاف اگر بخواهیم امروزه مردمی که خود را عرب می‌نامند و به زبان عربی صحبت می‌کنند را عرب بدانیم در واقع عمده آن‌ها عرب عدنانی (اعراب مستعربه یعنی اعراب ناخالص و پیوسته با دیگران) هستند و از نظر تباری اغلب عرب تبار نیستند.